# Fiwix

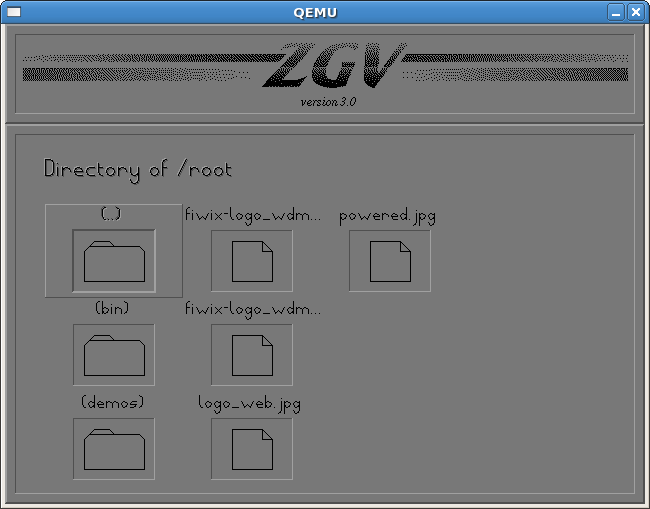
A Fiwix ZGV fájlkezelője

A Fiwix vagy GNU/Fiwix egy operációs rendszer amelyet azért fejlesztettek ki, hogy a diákok könnyebben megérthessék a Linux kernel működését.

## Külső hivatkozások
- A Fiwix hivatalos honlapja
- Működés közbeni videó